# 1943 في مصر
فيما يلي قوائم الأحداث التي وقعت خلال عام 1943 في مصر.

## ظهور
- 26 أغسطس – سفارة مصر في موسكو

## أفلام
من الأفلام التي صدرت هذه السنة في مصر:
- 1 يناير – الطريق المستقيم من إخراج توجو مزراحي.
- 1 يناير – بنت الشيخ من إخراج أحمد كامل مرسي.
- 1 يناير – جوهرة من إخراج يوسف وهبي.
- 1 يناير – قضية اليوم من إخراج كمال سليم.
- 1 يناير – من فات قديمه
- 1 يناير – نداء الدم من إخراج إبراهيم لاما.
- 11 يناير – رابحة من إخراج نيازي مصطفى.
- 11 فبراير – العامل من إخراج أحمد كامل مرسي.
- 4 مارس – كليوباترا من إخراج إبراهيم لاما.
- 9 سبتمبر – وادي النجوم من إخراج نيازي مصطفى.
- 6 ديسمبر – ماجدة من إخراج أحمد جلال.
- 24 ديسمبر – حب من السماء

## كتب
من الكتب التي صدرت هذه السنة في مصر:
- 1 يناير – رادوبيس من تأليف نجيب محفوظ.

## مواليد

### يناير
- 1 يناير – محمد النشائي
- 26 يناير – سعاد حسني ممثلة مصرية - سورية.

### فبراير
- 3 فبراير – محمد العارف الهواري
- 21 فبراير – حسن يونس مهندس مصري.

### مارس
- 15 مارس – فيروز لولا.
- 17 مارس – ماهر البحيري رئيس سابق للمحكمة الدستورية العليا المصرية..

### أغسطس
- 7 أغسطس – عبد الواحد الوكيل مهندس معماري مصري.
- 7 أغسطس – محمد بديع مرشد الاخوان.
- 30 أغسطس – سمير زاهر لاعب كرة قدم مصري ورئيس مجلس إدارة الاتحاد المصري لكرة القدم.
- 31 أغسطس – حسن توفيق كاتب مصري.

### أكتوبر
- 7 أكتوبر – نصر حامد أبو زيد

### نوفمبر
- 2 نوفمبر – عادل سدرا
- 13 نوفمبر – حسن الشاذلي لاعب كرة قدم مصري.
- 28 نوفمبر – حمادة إمام لاعب كرة قدم مصري.

### ديسمبر
- 15 ديسمبر – فادية بنت فاروق الأول لغوية سويسرية.
- 26 ديسمبر – أكمل الدين إحسان أوغلو

## وفيات

### يناير
- 1 يناير – عبد العزيز البشري (مواليد 1886)

### مايو
- 2 مايو – زينوفون كاسداجليس (مواليد 1880) لاعب كرة مضرب يوناني.

### سبتمبر
- 11 سبتمبر – فريد سميكة (مواليد 1907) غطاس مصري.